# Phthirusa bauhiniae
Phthirusa bauhiniae är en tvåhjärtbladig växtart som beskrevs av Spencer Le Marchant Moore. Phthirusa bauhiniae ingår i släktet Phthirusa och familjen Loranthaceae. Inga underarter finns listade i Catalogue of Life.